# Martin Bormann
Martin Ludwig Bormann (Wegeleben, 17. lipnja 1900. – Berlin, 2. svibnja 1945.) bio je istaknuti nacistički službenik, šef Parteikanzleia i osobni tajnik Adolfa Hitlera.

## Životopis

### Rođenje, djetinjstvo i mladost
Bormann je rođen 17. lipnja 1900. u gradiću Wegelebenu između Magdeburga i Göttingena, u pretežno protestantskom dijelu Kraljevine Pruske. Iako je Bormann rođen u luteranskoj obitelji, kasnije je postao veliki ateist i izrazito antiklerikalan, zagovarajući oštar obračun s Katoličkom Crkvom i luteranskom zajednicom. Također je zagovarao obračun sa Slavenima i Židovima.
Bormann je bio premlad da bi ozbiljno sudjelovao u Prvom svjetskom ratu, a topnička postrojba u kojoj je nakratko služio nikad nije vidjela bojište. Poslije rata postao je nadzornik imanja u Mecklenburgu i tako došao u kontakt s članovima Freikorpsa koji su bili na imanju. Počeo je sudjelovati u njihovim akcijama, uglavnom atentatima i iznudama radničkih sindikata.

### Nacistička karijera
U ožujku 1924. godine biva osuđen na godinu dana zatvora kao sudionik u ubojstvu Walthera Kadowa koje je počinio Rudolf Höss. Za Kadowa se vjerovalo da je izdao Alberta Lea Schlagetera Francuzima tijekom okupacije Rurske oblasti. Po izlasku iz zatvora stupio je u NSDAP. 1933. godine postao je Reichsleiter i poslanik u Reichstagu. Od 1933. do 1941. bio je osobni Hessov tajnik, da bi nakon njegovog nenadanog odlaska Bormann bio unaprijeđen u Hitlerovog tajnika.
Svojim utjecajem na zakonodavstvo kao i njegovu provedbu, imao je ključnu ulogu u svim fazama progona i istrebljenja Židova.
Bormann se 1929. godine oženio drugi put; ovom prilikom devetnaestogodišnjom Gerdom Buch čiji je otac, Walter Buch, bio predsjednik Nacističkog stranačkog suda. Imali su desetero djece, uz njegovo dvoje djece iz prvog braka. 
Prije svog samoubojstva 30. travnja 1945. Hitler je u svojoj političkoj oporuci Bormanna postavio za novog vođu NSDAP-a.

## Teorije
Kasnija izvješća, posebno u 1960., navode da je Bormann pobjegao i da je živio u Južnoj Americi, možda u Paragvaju. Međutim, početkom 1973. berlinski forenzičari su gotovo sigurno utvrdili da je jedan od dva kostura iskopan tijekom gradnje u Zapadnom Berlinu u prosincu 1972. bio Bormann i 11. travnja 1973. godine, vlasti Zapadne Njemačke su ga i službeno proglasile mrtvim. Taj kostur je bio podvrgnut DNK testiranju u 1998. godini, a istražitelji su potvrdili da su ostaci bili Bormann.